# Writers’ Guild of Great Britain
Die Writers’ Guild of Great Britain (WGGB) wurde 1959 gegründet und ist eine Gewerkschaft für professionelle Schriftsteller. Sie ist sowohl dem Trades Union Congress (TUC) als auch der International Affiliation of Writers Guilds (IAWG) angeschlossen.

## Geschichte
Die Gewerkschaft wurde 1959 als Television and Screen Writers’ Guild (gemeinhin als Screen Writers’ Guild bekannt) gegründet und ist der Nachfolger der Screenwriters’ Association aus dem Jahr 1938. In den 1960er-Jahren wurde sie auf Radio- und Buchautoren ausgeweitet und erhielt 1966 ihren heutigen Namen. Sie unterstützte die Kampagnen der Writers’ Action Group zur Einführung des öffentlichen Verleihrechts und der Authors’ Licensing and Collecting Society, die – ausgehend von einem einzigen Raum in den Räumlichkeiten der Writers’ Guild – über 100 Millionen Pfund an Zahlungen an Autoren für Fotokopien und die Weiterverbreitung von Sendungen im Ausland sammelte und verteilte. Die WGGB veranstaltet auch die jährlichen Writers’ Guild Awards. Im Jahr 1997 fusionierte die WGGB mit der Theatre Writers Union und hat heute rund 2600 Mitglieder. Zu den Präsidenten, Vorsitzenden und führenden Aktivisten der WGGB gehören: Lord (Ted) Willis, Jimmy Perry, Bryan Forbes, Denis Norden, Maureen Duffy, Alan Plater, Rosemary Anne Sisson, Wally K. Daly, Ian Curteis, J. C. Wilsher, David Nobbs, Anthony Read, Olivia Hetreed und David Edgar, der bekannte Theater-, Fernseh- und Filmautor (Nicholas Nickleby für die Royal Shakespeare Company; Pentecost, das 1994 mit dem Evening Standard Award ausgezeichnet wurde; The Jail Diary of Albie Sachs; Albert Speer, basierend auf Gitta Serenys Biografie über Hitlers Architekten; Playing With Fire; usw.) Die derzeitige Vorsitzende ist Sandi Toksvig OBE.

## Aktivitäten
Die Gewerkschaft vertritt Autoren, die in den Bereichen Fernsehen, Radio, Film, Theater, Bücher und Multimedia arbeiten.
Sie handelt eine Reihe von Mindestvereinbarungen aus, die die Autorenverträge regeln und Mindesthonorare, Vorschüsse, Wiederholungshonorare, Tantiemen und Resthonorare, Rechte, Gutschriften, Anzahl der Entwürfe, Drehbuchänderungen und die Beilegung von Streitigkeiten umfassen. Die wichtigsten Mindestvereinbarungen umfassen: BBC-TV-Drama, BBC Radio Drama, ITV Companies, PACT (unabhängige Fernseh- und Filmproduzenten), TAC (unabhängige walisische Fernsehproduzenten), Theatrical Management Association, Independent Theatre Council und eine Vereinbarung mit dem Royal National Theatre, der Royal Shakespeare Company und dem Royal Court Theatre. Diese Vereinbarungen werden regelmäßig neu verhandelt und in den meisten Fällen werden die Mindestbeiträge jährlich überprüft.
Die WGGB berät ihre Mitglieder in allen Aspekten ihres Arbeitslebens. Dazu gehören die Überprüfung von Verträgen, Rechtsberatung, Hilfe bei Urheberrechtsproblemen und die Vertretung bei Streitigkeiten mit Produzenten, Verlegern oder anderen Schriftstellern.
Für die Mitglieder werden regelmäßig Veranstaltungen organisiert. Beispiele dafür sind eine Meet the Agents-Veranstaltung in London, Television Writing: Women’s Work? in Leeds, eine exklusive Archers-Veranstaltung in den West Midlands sowie Vorführungen von neuen und kommenden Filmen. Auf der Jahreshauptversammlung hält ein Branchenprofi eine Ansprache, und es besteht die Möglichkeit, über wichtige Themen zu diskutieren und die Regeln der WGGB zu ändern.

## Lobbyarbeit
Die WGGB ist eine Kampagnengewerkschaft, und ihre Lobbyarbeit konzentrierte sich auf die Abgeordneten des Europäischen Parlaments, die sich mit der europäischen Urheberrechtsrichtlinie befassten, sowie auf die Abgeordneten, Kollegen und die Medien im Zusammenhang mit dem Kommunikationsgesetz und der Erneuerung der BBC-Charta. Die WGGB hat heftig protestiert, als im Dezember 2004 die Aufführung des Stücks Behzti von Gurpreet Kaur Bhatti im Repertoiretheater von Birmingham durch die Menge gestoppt wurde, und hat daraufhin ihr Anti-Zensur-Komitee wiederbelebt. Die WGGB legt großen Wert darauf, die Bedeutung des Schreibens für Kinder in allen Medien hervorzuheben. Sie arbeitet eng mit anderen Gewerkschaften wie Equity, der Musicians’ Union und der Society of Authors zusammen und ist Mitglied des British Copyright Council, der Creators’ Rights Alliance, der Campaign for Press and Broadcasting Freedom und anderer Interessengruppen. WGGB-Vertreter nehmen regelmäßig an Besprechungen mit dem Arts Council, Ofcom, der Public Lending Right Agency und anderen nationalen Gremien teil. Zu den jüngsten Kampagnen gehört die Equality Writes-Kampagne, die sich mit der Ungleichheit in der Filmindustrie befasst.

## Internationale Verbindungen
Zu den internationalen Verbindungen gehören: International Affiliation of Writers Guilds (Drehbuchautorenzünfte in Großbritannien, den USA, Kanada, Irland, Australien, Neuseeland, Frankreich und Mexiko); European Writers Congress (über 50 Organisationen); Fédération des Scénaristes d’Europe (Drehbuchautorengruppen in 14 Ländern); UNI-MEI (weltweite Gewerkschaftsorganisation, die Millionen von Beschäftigten in der Fernseh-, Film-, Medien- und Unterhaltungsindustrie vertritt). Die WGGB hat eine Vereinbarung über gegenseitige Mitgliedschaft und Dienstleistungen mit der Irish Playwrights and Screenwriters Guild getroffen. Britische WGGB-Mitglieder, die in den USA einen Vertrag als TV- oder Filmautor erhalten, können der Writers Guild of America beitreten, ohne die übliche Aufnahmegebühr von 2500 Dollar zu zahlen.

## Wohlfahrt
Das Writers’ Guild Pension Scheme bietet persönliche Rentenpläne, die auf freiberufliche Schriftsteller zugeschnitten sind, die unregelmäßige und manchmal geringe Rentenbeiträge leisten müssen. Das Programm ist mit Klauseln in mehreren MTAs der Gilde gekoppelt, die den Mitgliedern zusätzlich zu ihren Autorenhonoraren Anspruch auf Rentenbeiträge geben.
Im Laufe der Jahre hat der Writers’ Guild Welfare Fund mehr als 40.000 Pfund angesammelt, die für Darlehen oder Zuschüsse an Mitglieder in finanziellen Schwierigkeiten zur Verfügung stehen.

## Mitgliedschaft
Die Vollmitgliedschaft steht jedem offen, der für eine schriftliche Arbeit im Rahmen eines Vertrags bezahlt wurde, dessen Bedingungen nicht unter denen liegen, die von der WGGB ausgehandelt wurden. Schriftsteller, die sich nicht qualifizieren, können als Anwärter oder studentische Mitglieder beitreten.

## Awards
Die WGGB Awards wurden erstmals 1961 verliehen. Die WGGB vergibt auch den Tinniswood Award für Hörspiele, der in die BBC Audio Drama Awards integriert ist.
Die Olwen Wymark Theatre Encouragement Awards, benannt zu Ehren der Dramatikerin Olwen Wymark (1932–2013), wurden 2005 von Mark Ravenhill und David James ins Leben gerufen und werden jährlich verliehen. Die Mitglieder der WGGB sind eingeladen, Nominierungen vorzunehmen, „um sich öffentlich bei denjenigen zu bedanken, die ihnen im vergangenen Jahr eine positive Erfahrung mit neuen Stücken beschert haben.“

## Generalsekretäre
- 1964: Alan Sapper
- 1967: Alan Griffiths
- 1970er Jahre: Elaine Steel
- 1980er Jahre: Walter Jeffrey
- 1990er Jahre: Alison Gray
- 2000: Bernie Corbett
- 2017: Ellie Peers